# 共同生活弟兄會
共同生活弟兄會（拉丁語：Fratres Vitae Communis；英語：Brethren of the Common Life），為現代靈修運動中的產物，於十四世紀末在羅馬天主教中所成立的敬虔團體，最開始組成的並不是弟兄會，反而是姐妹會，是一群非常敬虔的婦女們，她們希望能以使徒行傳所描繪的基督徒共同團體的模式來生活，但是她們不想進入修道院中，她們不願追求修道院式外在形式的敬虔，反而追求的是敬虔內心的更新，後來逐漸發展為共同生活弟兄會，他們放棄世俗的物品，以財物共享的方式生活，並且遵守團體規章生活，由顧瑞特在荷蘭的代芬特尔開始組織共同生活弟兄會，帶領人們敬虔地生活。

## 信仰主張
共同生活弟兄會強調宗教教育的重要性，他們希望藉由宗教教育能夠推動教會的改革，尤其他們想將生活方式帶入群眾當中，而不是以離群索居的修道院模式和群眾遠離，他們也追求個人與群體兩者之間平衡的敬拜，每日禮拜、讀經、默想、講道和工作，並重視兒童教育和廣設學校，譬如他們在丹文特（Deventer）設立的學校成為北地文藝復興新學術傳播的重要中心，並影響了不少人文主義的學者和後代的宗教改革。

## 對後代的影響
其中較負盛名的有馬丁路德（Martin Luther）、韦塞尔·甘斯福特（John of Wessel）、伊拉斯谟（Erasmus）及托马斯·肯皮斯（Thomas a Kempis），馬丁路德曾在共同生活弟兄會設立在馬得堡的學校就讀，這種追求內在生命的更新而非外在的形式儀文，或多或少都曾影響著他及後來的宗教改革。
十五世紀中期的韦塞尔·甘斯福特（John of Wessel）被稱為「世界之光」，曾經接受共同生活弟兄會創辦的學校中造就，後來於德國埃爾福特大學(Universität Erfurt)執教，他反對羅馬天主教販售贖罪券，並且教導「因信稱義」的真理，主張「唯獨因信得救」，並且不接受化質說，最後遭受羅馬天主教的審判定為異端死於獄中。
共同生活弟兄會中，最負盛名的是伊拉斯謨，出生於1466年的荷蘭鹿特丹，九歲的時候被送到共同生活弟兄會所經營的學校就讀，吸收他們的「靈修生活的實踐」，他與馬丁路德為同世代的人物，有句話是這樣形容他們對於信仰傳承的關係「是伊拉斯謨下了蛋(改教運動)，馬丁路德將它孵出來！」，伊拉斯謨接受人文主義的新精神，他終生的夢想是改革羅馬天主教，但並非要把它搞的四分五裂。
另一位深受共同生活弟兄會影響的人物為托马斯·肯皮斯（Thomas a Kempis），他大約於1392年到荷蘭的代芬特爾加入共同生活弟兄會，後進入聖奧古斯丁修道院，他所著的「效法基督」一書是流傳至今的中世紀靈修名著，以基督為中心，鼓勵在生活中落實基督信仰，在當時政治混亂、教會腐敗之際，勸勉信徒效法基督，逃避世界的虛浮，從迷失中轉回神的面前。